# 山岡洋之
山岡 洋之（やまおか ひろゆき、1975年4月23日 -  ）は、兵庫県伊丹市出身の元プロ野球選手（投手）。

## 来歴・人物
伊丹北高では3年夏の全国高等学校野球選手権兵庫大会で27回連続無失点を記録。その後進学した東北福祉大学では2年先輩に門倉健、1年上には山田貴志らがおり、上級生になって台頭すると仙台六大学リーグで4年春は3勝、秋に4勝してリーグ最優秀選手を受賞するなど通算10勝0敗の成績を残した。4年時は同期の鈴木郁洋とバッテリーを組んで春秋ベストナイン。
1997年のドラフト会議で阪神タイガースから5位指名を受け入団。
スライダーとシュートとサークルチェンジを武器に、1年目の1998年は21試合に登板した。肩ができるのが早いため急なリリーフ登板が多かった。その後は2000年を最後に一軍公式戦での登板がなく、2002年オフに戦力外通告を受け、他球団の入団テストを受けたが合格せず現役引退。
引退後、オリックス・ブルーウェーブ→オリックス・バファローズの打撃投手に転身した。

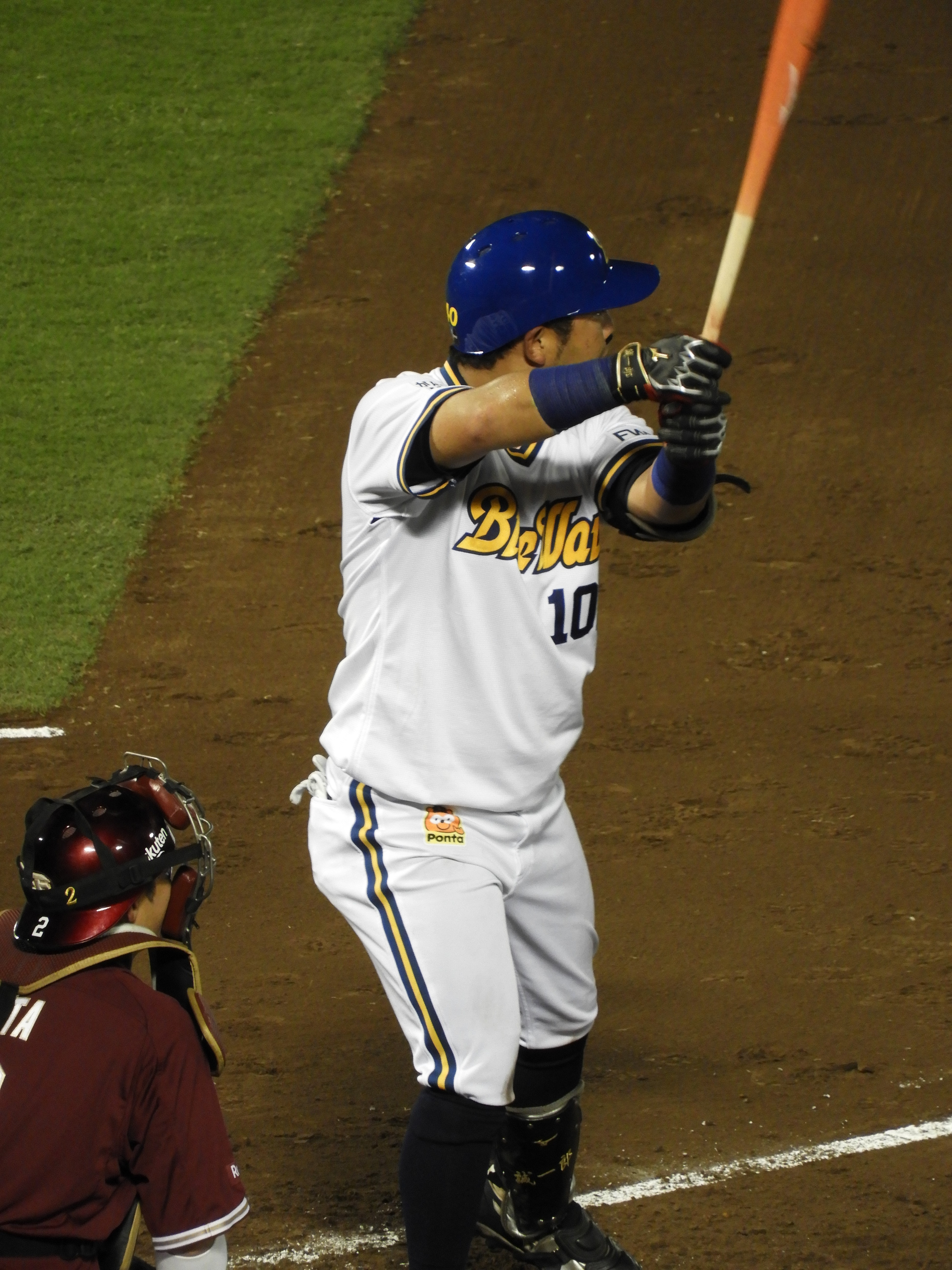
支配下登録直後の大下。新背番号の復刻ユニフォームが手配できず、山岡の背番号「102」を着用している（2020年9月16日、ほっともっとフィールド神戸）

2020年9月15日、ほっともっとフィールド神戸での対東北楽天ゴールデンイーグルス13回戦において、前日に育成契約から支配下選手登録されたばかりの大下誠一郎のユニフォームが間に合わなかったため、大下は山岡のユニフォームを借りて出場しプロ初打席本塁打を放った。

## 詳細情報

### 年度別投手成績
| 年 度     | 球 団     | 登 板 | 先 発 | 完 投 | 完 封 | 無 四 球 | 勝 利 | 敗 戦 | セ 丨 ブ | ホ 丨 ル ド | 勝 率 | 打 者 | 投 球 回 | 被 安 打 | 被 本 塁 打 | 与 四 球 | 敬 遠 | 与 死 球 | 奪 三 振 | 暴 投 | ボ 丨 ク | 失 点 | 自 責 点 | 防 御 率 | W H I P |
| --------- | --------- | ----- | ----- | ----- | ----- | -------- | ----- | ----- | -------- | ----------- | ----- | ----- | -------- | -------- | ----------- | -------- | ----- | -------- | -------- | ----- | -------- | ----- | -------- | -------- | ------- |
| 1998      | 阪神      | 21    | 2     | 0     | 0     | 0        | 0     | 2     | 0        | --          | .000  | 120   | 28.0     | 26       | 4           | 11       | 0     | 2        | 14       | 1     | 1        | 18    | 14       | 4.50     | 1.32    |
| 1999      | 阪神      | 5     | 0     | 0     | 0     | 0        | 0     | 0     | 0        | --          | ----  | 22    | 5.1      | 2        | 0           | 0        | 0     | 1        | 4        | 0     | 0        | 3     | 0        | 0.00     | 0.38    |
| 2000      | 阪神      | 15    | 0     | 0     | 0     | 0        | 0     | 1     | 0        | --          | .000  | 93    | 21.1     | 27       | 3           | 8        | 1     | 0        | 16       | 1     | 1        | 12    | 12       | 5.06     | 1.64    |
| 通算：3年 | 通算：3年 | 41    | 2     | 0     | 0     | 0        | 0     | 3     | 0        | --          | .000  | 235   | 54.2     | 55       | 7           | 19       | 1     | 3        | 34       | 2     | 2        | 33    | 26       | 4.28     | 1.35    |

### 記録
- 初登板：1998年4月3日、対横浜ベイスターズ1回戦（横浜スタジアム）、8回裏に4番手で救援登板・完了、1回無失点
- 初奪三振：同上、8回裏に井上純から
- 初先発登板：1998年5月4日、対広島東洋カープ5回戦（広島市民球場）、4回1/3を3失点で勝敗つかず[2]

### 背番号
- 57 （1998年 - 1999年）
- 54 （2000年 - 2002年）
- 102 （2003年 - ）